# Dorothy Devore
Dorothy Devore (22 de junio de 1899 {algunas fuentes hablan de 1901} - 10 de septiembre de 1976) fue una importante y popular actriz estadounidense del cine mudo.

## Inicios
Su verdadero nombre era Alma Inez Williams, y nació en Fort Worth, Texas. La familia de Dorothy Devore se trasladó a Los Ángeles cuando ella era niña. Fue en Los Ángeles donde completó su educación, juntándose después a una compañía de comediantes, con los cuales actuó un año. Después trabajó en las comedias de Eddie Lyons y Lee Moran en Universal Pictures. Fue en Universal donde el director/productor Al Christie, uno de los más famosos cineastas de la época, la “descubrió”. 
Dorothy empezó a hacer pequeños papeles en las comedias de Christie, pero pronto recibió papeles protagonistas y rodó películas de largo metraje, con lo cual acabó convirtiéndose en una estrella.

## Carrera
Dorothy llegó a ser muy popular en la industria cinematográfica entre 1918 y finales de los años veinte. Fue una actriz de talento, especializándose en papeles de comedia, por los cuales es recordada, tales como el de Know Thy Wife (1918), dirigida por Al Christie. Dorothy fue elegida una de las WAMPAS Baby Stars en 1923. 
Poco después de que su carrera se consolidara, Christie facilitó que Dorothy interpretara el papel femenino protagonista frente a Charles Ray en 45 Minutes from Broadway (1920), con la cual obtuvo un gran éxito. A partir de este film, Dorothy rodó otros varios títulos de éxito, que la confirmaron como una de las comediantes de mayor talento de la época. 
Su última película fue Take the Heir, en 1930, aunque algunas fuentes mencionan que hizo una última actuación en 1939.
Dorothy se casó con el propietario teatral Albert Wylie Mather en 1926. Falleció a los 77 años de edad en 1976, en Woodland Hills (Los Ángeles), California.

## Filmografía seleccionada
- Know Thy Wife (1918)
- 45 Minutes from Broadway (1920)
- Magnificent Brute (1921)
- Hazel from Hollywood (1923)
- When Odds are Even (1923)
- The Tomboy (1924)
- The Narrow Street (1925)
- The Man Upstairs (Emociones, pero no tantas) (1926)
- Senor Daredevil (1926)
- Mountains of Manhattan (1927)
- No Babies Wanted (1929)
- Take the Heir (1930)